# Premis Cóndor de Plata 2023
L'Asociación de Cronistas Cinematográficos de la Argentina va anunciar el 19 d'abril de 2023 les nominacions per a la 71a edició dels Premis Còndor de Plata 2023, que reconeixerà a les millors pel·lícules i sèries argentines estrenades durant 2022.
Les nominacions es van anunciar el 19 d'abril de 2023 durant una recepció brindada per la Asociación de Cronistas Cinematográficos de la Argentina en conjunt amb la Associació de la Premsa Estrangera de Hollywood (HFPA, per la seva sigla en anglès) en el marc del 24a edició del BAFICI. La cerimonia va tenir lloc al Centro Cultural 25 de Mayo el 22 de maig de 2023 i fou presentada per Gabriela Radice. La gran triomfadora fou Argentina, 1985, que va guanyar 15 premis de 20 nominacions.

## Pel·lícules amb múltiples nominacions
| Pel·lícula                  | Nominacions | Premis |
| --------------------------- | ----------- | ------ |
| Argentina, 1985             | 20          | 15     |
| El suplente                 | 15          | 1      |
| El gerente                  | 12          | 0      |
| Jesús López                 | 11          | 1      |
| Sublime                     | 10          | 2      |
| Un crimen argentino         | 10          | 2      |
| El monte                    | 4           | 0      |
| Las Rojas                   | 4           | 0      |
| Herbaria                    | 3           | 1      |
| Fanny camina                | 3           | 0      |
| Matar a la bestia           | 2           | 0      |
| Bahía Blanca                | 2           | 0      |
| Telma, el cine y el soldado | 2           | 0      |

## Categories
Indica el guanyador dins de cada categoria, mostrat al principi i ressaltat en negretes.

### Cinema
| Millor pel·lícula | Millor direcció |
| --- | --- |
| - Argentina, 1985 - El monte - El suplente - Jesús López - Sublime | - Santiago Mitre – Argentina, 1985 - Sebastián Caulier – El monte - Diego Lerman – El suplente - Leandro Listorti – Herbaria - Maximiliano Schonfeld – Jesús López - Ariel Winograd – El gerente |
| Millor documental | Millor opera prima |
| - El fulgor - Herbaria - El coso - El fotógrafo y el cartero: El crimen de Cabezas - María Luisa Bemberg: El eco de mi voz - Telma, el cine y el soldado | - Sublime - Un crimen argentino - Bahía Blanca - Matar a la bestia - Telma, el cine y el soldado - Una escuela en Cerro Hueso |
| Millor pel·lícula en Coproducció amb Argentina | Premi del públic BA Audiovisual |
| - Eami () - Azor () - El empleado y el patrón (, - La caída () - Petita flor (, ) | - Argentina, 1985 - El gerente - El suplente - Jesús López - Sublime - Un crimen argentino |
| Millor actriu | Millor actor |
| - Pilar Gamboa – 30 noches con mi ex - Sofía Gala Castiglione – Cadáver exquisito - Marilú Marini – Cuando la miro - Mercedes Morán – Las Rojas - Natalia Oreiro – Las Rojas - Eleonora Wexler – Algo incorrecto | - Ricardo Darín – Argentina, 1985 - Gustavo Garzón – El monte - Peter Lanzani – Argentina, 1985 - Luis Machín – Siete perros - Juan Minujín – El suplente - Leonardo Sbaraglia – El gerente |
| Millor actriu de repartiment | Millor actor de repartiment |
| - Laura Paredes – Argentina, 1985 - Marina Bellati – El gerente - Rita Cortese – Un crimen argentino - Alejandra Flechner – Argentina, 1985 - Carla Peterson – El gerente | - Norman Briski – Argentina, 1985 - Alan Sabbagh – El sistema K.E.O.P.S. - Alfredo Castro – El suplente - Darío Grandinetti – Un crimen argentino - Carlos Portaluppi – Argentina, 1985 - Diego Velázquez – Las Rojas |
| Revelació femenina | Revelació masculina |
| - Renata Lerman – El suplente - Nina Dziembrowski – Camila saldrá esta noche - Clara Kovacic – El desarmadero - Charo López – Hoy se arregla el mundo - Gina Mastronicola – Argentina, 1985 | - Santiago Armas Estevarena – Argentina, 1985 - Lucas Arrúa – El suplente - Teo Inama Chiabrando – Sublime - Martín Miller – Sublime - Braian Montiel – El suplente - Joaquín Spahn – Jesús López |
| Millor guió original | Millor guió adaptat |
| - Argentina, 1985 – Santiago Mitre i Mariano Llinás - Jesús López – Maximiliano Schonfeld i Selva Almada - Sublime – Mariano Biasin - El monte – Sebastián Caulier - El suplente – Luciana De Mello, Diego Lerman i María Meira - Matar a la bestia – Agustina San Martín | - Un crimen argentino – Jorge Bechara, Matías Bertilotti y Sebastián Pivotto, basat en la novel·la homònima de Reynaldo Sietecase - Bahía Blanca – Nicolás Allegro, Bárbara Scotto i Rodrigo Caprotti basat en la novel·la homònima de Martín Kohan - El gerente – Patricio Vega basado en libro El gerente de Noblex de Romina Zollo i María José Acosta |
| Millor fotografia | Millor muntatge |
| - Argentina, 1985 – Javier Juliá - Las Rojas – Ramiro Civita - Un crimen argentino – Víctor González - Jesús López – Federico Lastra - El suplente – Wojciech Staron | - Argentina, 1985 – Andrés Pepe Estrada - El gerente – Pablo Barbieri - El suplente – Alejandro Brodersohn - Herbaria – Leandro Listorti - Jesús López – Ana Remón |
| Millor direcció d’art | Millor disseny de vestuari |
| - Argentina, 1985 – Micaela Saiegh - Fanny camina – Alfredo Arias i Nicola Costantino - El suplente – Marcelo Chaves - El gerente – Romina del Prete - Un crimen argentino – Catalina Oliva - Jesús López – Agustín Ravotti | - Argentina, 1985 – Mónica Toschi - Un crimen argentino – Connie Balduzzi y Laura Perales - El gerente – Virna Cortinovis - Fanny camina – Fabián Luca - Matadero – María Teresa Riveras |
| Millor música original | Millor direcció de càsting |
| - Sublime – Emilio Cervini - El gerente – Lucio Godoy - Jesús López – Jackson Souvenirs - Argentina, 1985 – Pedro Osuna - El suplente – José Villalobos | - Argentina, 1985 – Mariana Mitre - El suplente – María Laura Berch - Sublime – María Laura Berch - El gerente – Verónica Bruno y Florencia Limonoff - Jesús López – Verónica Souto |
| Millor maquillatge i caracterització | Millor so |
| - Argentina, 1985 – Dino Balanzino i Ángela Garacija - Sangre vurdalak – Melina Araya i Sebastián Molchasky - El gerente – Emmanuel Miño - Fanny camina – Coni Pasqualicchio i Sebastián Correa - Un crimen argentino – Magdalena Puibusqué | - Argentina, 1985 – Santiago Fumagalli - El suplente – Lena Esquenazi - Sublime – Gaspar Scheuer - Un crimen argentino – Javier Stavropulos - Jesús López – Sofía Straface |
| Millor curtmetratge de ficció o documental | Millor curtmetratge d’animació |
| - Después - Tres cinematecas - El nacimiento - Ida - Las arañas - Una habitación simple | - Pasajero - Carlos Montaña - Carne de Dios - El árbol ya está plantado - La calesita - Loop |
| Millor cançó original | |
| - «Un instante irreversible» de El paraíso (lletra de Elena Roger i Santiago Walsh) - «Abuela» de Abuelas, una película sobre (y con) Abuelas de Plaza de Mayo (lletra de Cristian Arriaga) - «Ya nö quiero» de Existir (lletra de Fabiana Cantilo i Marisa Mere) - «Luz» de Sublime (lletra d’Emilio Cervini) - «X-puesta» d'Expuesta (lletra de Hilda Lizarazu i Federico Melioli) | |

### Sèries
| Millor minisèrie o unitari | Millor sèrie dramàtica |
| --- | --- |
| - El amor después del amor (Netflix) - Diciembre 2001 (Star+) - Frágiles (Flow) - Las bellas almas de los verdugos (TV Pública) - Ringo, gloria y muerte (Star+) | - Barrabrava (Prime Video) - El jardín de bronce (HBO Max) - El reino (Netflix) |
| Millor sèrie de comèdia i/o musical | Millor sèrie o unitari documental |
| - División Palermo (Netflix) - Días de gallos (HBO Max) - El encargado (Star+) - El fin del amor (Prime Video) - Planners (Star+) | - Sean eternos (Netflix) - El comandante Fort (Star+) - Los 90, la década que amamos odiar (Encuentro) - Tilcara, un poco más debajo del cielo (Flow) - Un loco deseo de belleza. La traición de Manuel Puig (Encuentro) |
| Millor sèrie curta | Millor direcció |
| - Parte de una religión (Flow) - Dos 20 (TV Pública) - El infierno (UN3) - Todxs somos Maca (UN3) - Velozapp (UN3) | - División Palermo – Santiago Korovsky i Diego Núñez Irigoyen - Diciembre 2001 – Benjamín Ávila - Barrabrava – Jesús Braceras, Gabriel Nicoli, Lucía Garibaldi i Felipe Gómez Aparicio - El encargado – Mariano Cohn, Gastón Duprat, Jerónimo Carranza i Diego Bliffeld - El fin del amor – Leticia Dolera, Daniel Barone i Constanza Novick - El amor después del amor – Felipe Gómez Aparicio y Gonzalo Tobal                                           |
| Millor actor protagonista en drama | Millor actriu protagonista en drama |
| - Matías Mayer – Barrabrava - Diego Cremonesi – Diciembre 2001 / Las bellas almas de los verdugos - Iván Hochman – El amor después del amor - Peter Lanzani – El reino - Jean Pierre Noher – Diciembre 2001 | - Mercedes Morán – El reino - Charo Bogarín – Martina Chapanay, mujer de cinco mil batallas - Maite Lanata – El jardín de bronce - Carla Quevedo – Frágiles - Micaela Riera – El amor después del amor - Vera Spinetta – Las bellas almas de los verdugos |
| Millor actor protagonista en comèdia i/o musical | Millor actriu protagonista en comèdia i/o musical |
| - Santiago Korovsky – División Palermo - Guillermo Francella – El encargado - Nico García – Gamer, una vida más - Santiago Gobernori – Parte de una religión - Tomás Wicz – Días de gallos | - Lali Espósito – El fin del amor - Jorgelina Aruzzi – Los protectores - Celeste Cid – Planners - Pilar Gamboa – División Palermo - Charo López – Gamer, una vida más |
| Millor actor de repartiment en drama | Millor actriu de repartiment en drama |
| - Luis Machín – Diciembre 2001 - Alejandro Awada – El jardín de bronce - Martín Campilongo – El amor después del amor - Andy Chango – El amor después del amor - Gustavo Garzón – Barrabrava - César Troncoso – Diciembre 2001 | - Alejandra Flechner – Diciembre 2001 - Mónica Gonzaga – Barrabrava - Sofía Gala Castiglione – El reino - Nancy Dupláa – El reino - Jazmín Stuart – El jardín de bronce |
| Millor actor de repartiment en comèdia i/o musical | Millor actriu de repartiment en comèdia i/o musical |
| - Daniel Hendler – División Palermo - Mike Amigorena – El fin del amor - Martín Garabal – División Palermo - Gabriel Goity – El encargado - Alan Sabbagh – Parte de una religión - Marcelo Subiotto – División Palermo | - Verónica Llinás – El fin del amor - Charo López – División Palermo - Moro Anghileri – El encargado - Mariana Genesio Peña – El fin del amor - Valeria Lois – Parte de una religión |
| Revelació masculina | Revelació femenina |
| - Andy Chango – El amor después del amor - Facundo Bogarín – División Palermo - Jerónimo Bosia – Ringo, gloria y muerte - Hernán Cuevas – División Palermo - Iván Hochman – El amor después del amor - Juan Ingaramo – El reino - Neo Pistea – Barrabrava | - Micaela Riera – El amor después del amor - Daryna Butryk – El amor después del amor - Rocío Hernández – Gamer, una vida más - Valeria Licciardi – División Palermo - Malena Medici – Parte de una religión - Julieta Zapiola – El fin del amor |
| Millor guió original | Millor guió adaptat |
| - División Palermo – Santiago Korovsky, Ignacio Sánchez Mestre, Florencia Percia, Martín Garabal, Mariana Wainstein, Ignacio Gaggero i Martina López Robol - Parte de una religión – Santiago Gobernori i Mariano Rosales - Barrabrava – Gabriel Nicoli, Jesús Braceras, Mariana Wainstein, Diego Fió i Bruno Luciani - Ringo, gloria y muerte – Alejandro Ocón, Gabriela Larralde, Nicolás Pérez Veiga, Diego Palacio i Santiago Dulce - El reino – Claudia Piñeiro i Marcelo Piñeyro | - El fin del amor – Erika Halvorsen i Tamara Tenenbaum; basat en El fin del amor, querer y coger de Tamara Tenenbaum - Las bellas almas de los verdugos – Paula de Luque i Bruno Luciani; basat en El negro corazón del crimen de Marcelo Figueras - Diciembre 2001 – Mario Segade; basat en El palacio y la calle de Miguel Bonasso - El amor después del amor – Francisco Varone, Lucila Podestá i Diego Fío; basat en Infancia y juventud de Fito Páez |
| Millor direcció de fotografia | Millor muntatge |
| - El amor después del amor – Diego Guijarro - El fin del amor – Luciano Badaracco, Nicolas Trovato i Leandro Filloy - Ringo, gloria y muerte – Agustín Claramunt - Diciembre 2001 / El reino – Christian Cottet - Barrabrava – Daniel Ortega | - El amor después del amor – Alejandro Carrillo Penovi, Geraldina Rodríguez, Nicolás Toler i Andrea Kleinmanpor - El encargado – Luis Barros - División Palermo – Nicolás Goldbart, Ana Remón i Santiago Esteves - Barrabrava – Luz López Mañe, Inti Nieto i Santiago Parysow - Diciembre 2001 – Gustavo Macri |
| Millor direcció d’art | Millor disseny de vestuari |
| - Ringo, gloria y muerte – Juan Cavia y Walter Cornás - Barrabrava – Marcela Bazzano - División Palermo / El encargado – Vera Español - Diciembre 2001 – Cristina Nigro - El amor después del amor – Magdalena Peralta Antivero i Chopy Casariego | - El amor después del amor – Lucía Beruti i Delfina de Forteza - El fin del amor – Patricia Conta - Diciembre 2001 – Ruth Fischerman - Ringo, gloria y muerte – Jam Monti - División Palermo – Greta Ure i Julia Rebottaro |
| Millor música original | Millor cançó original |
| - El amor después del amor – Alan Senderowitsch i Ezequiel Silberstein - Ringo, gloria y muerte – Sergei Grosny - El encargado – Alejandro Kauderer i Ignacio Gabriel - Diciembre 2001 – Pedro Onetto - División Palermo / El fin del amor – Iván Wyszogrod | - «Bailarás» de El fin del amor – Lletra i música: Martín D'Agosto, Mauro de Tomasso i Lali Espósito - «El espónsor» de Días de gallos – Lletra i música: Cucho, Ángela Torres, Ecko i Tomás Wicz - «Torcer el rumbo» de Freeks – Federico Vilas i Mauro Franceschini Campo, |
| Millor maquillatge i perruqueria | Millor disseny de so |
| - El amor después del amor – Oscar Mulet i Jorge Palacios - Diciembre 2001 – Marisa Amenta i Sandra Cerdán - División Palermo / El fin del amor – Valeria Bredice y Ricardo Molina - Barrabrava – Luciana Díaz - Ringo, gloria y muerte – Loli Giménez | - El amor después del amor – Manuel de Andrés i Martín Litmanovich - División Palermo / El reino – Guido Berenblum - Diciembre 2001 – José Caldararo - Barrabrava – Manuel de Andrés i Gerardo Kalmar - Ringo, gloria y muerte – Leandro de Loredo i Martin Scaglia - El fin del amor – Gonzalo Matijas i Matías Vilaró |
| Millor direcció de càsting | Premi del públic BA audiovisual |
| - El amor después del amor / Ringo, gloria y muerte – Juan Risso i Carolina Milli - Barrabrava – Florencia Limonoff i Joaquín Mauad - División Palermo – Iair Said - El fin del amor – Iair Said i Martina López Robol - Diciembre 2001 – Ernesto i Gabriel Villegas | - División Palermo - Barrabrava - Diciembre 2001 - El amor después del amor - El fin del amor - El reino - Ringo, gloria y muerte |

## Premis especials
Cinema
- Premi María Luisa Bemberg: Susú Pecoraro.
- Premi Leonardo Favio: Alberto Ponce.
- Premi Salvador Sammaritano: Alejandra Portela.